# Hahniidae
Hahniidae é uma família de pequenas aranhas, com comprimento corporal próximo dos 2 mm. As espécies integradas nesta família constroem teias extremamente delicadas, em forma de lençol, sem qualquer estrutura de refúgio ou de camuflagem. A seda produzida por estas aranhas é tão fina que é difícil de observar a olho nu, sendo apenas evidente quando coberta de orvalho ou quando a luz incidente está num ângulo muito favorável.

## Descrição
Caracterizam-se pela presença de 6 fieiras agrupadas em filas transversas. O último segmento das fieiras exteriores é longa e destaca-se dos restantes.
Ocorrem em habitats próximos da água, preferindo instalar as suas teias sobre musgos ou manta morta, ocorrendo também sobre as folhas de árvores e arbustos.
A família Hahniidae têm uma distribuição alargada, sendo que a estrutura genital dos géneros do hemisfério norte e de África diferem dos do hemisfério sul. Poucas espécies foram descritas do sul e sueste da Ásia, sendo provável que muitas permaneçam por descrever.
A família recebeu o nome a partir do género Hahnia, dedicado ao zólogo alemão Carl Wilhelm Hahn.

## Taxonomia
A família Hahniidae inclui os seguintes géneros:
- Alistra Thorell, 1894 — Oceânia, Filipinas, Samatra, Sri Lanka
- Amaloxenops Schiapelli & Gerschman, 1958 — Argentina
- Antistea Simon, 1898 — América do Norte, Europa, Rússia
- Asiohahnia Ovtchinnikov, 1992 — Cazaquistão, Quirguizistão
- Austrohahnia Mello-Leitão, 1942 — Argentina
- Calymmaria Chamberlin & Ivie, 1937 — México até ao Canadá
- Cryphoeca Thorell, 1870 — Paleárctico
- Cryphoecina Deltshev, 1997 — Montenegro
- Cybaeolus Simon, 1884 — Chile, Argentina
- Dirksia Chamberlin & Ivie, 1942 — EUA, Alasca, França
- Ethobuella Chamberlin & Ivie, 1937 — América do Norte
- Hahnia C. L. Koch, 1841 — Américas, África, Europa, Ásia
- Harmiella Brignoli, 1979 — Brasil
- Iberina Simon, 1881 — Rússia, França
- Intihuatana Lehtinen, 1967 — Argentina
- Kapanga Forster, 1970 — Nova Zelândia
- Lizarba Roth, 1967 — Brasil
- Neoantistea Gertsch, 1934 — Canadá até à Costa Rica, Rússia, Ásia
- Neoaviola Butler, 1929 — Austrália
- Neocryphoeca Roth, 1970 — América do Norte
- Neohahnia Mello-Leitão, 1917 — América do Sul
- Pacifantistea Marusik, 2011 — Ilhas Curilas[2]
- Porioides Forster, 1989 — Nova Zelândia
- Rinawa Forster, 1970 — Nova Zelândia
- Scotospilus Simon, 1886 — Tasmânia, Nova Zelândia, Índia
- Tuberta Simon, 1884 — Europa até ao Azerbaijão
- Willisus Roth, 1981 — América do Norte